# On A Ride
On A Ride är ett debutalbum av den danska eurodancegruppen Hit’n’Hide från 1998. Fem av spåren släpptes som singlar. Sundance och Partyman 1997, Space Invaders och Book Of Love 1998 samt World Of Dreams 1999.

## Låtlista
1. Hit N Hide On A Ride
2. Sundance
3. Space Invaders
4. Boomerang
5. California
6. Partyman
7. Doo Run
8. True Love
9. World Of Dreams
10. Mr Melody
11. Be My Bodyguard
12. Book Of Love